# Fabrice Hybert
Fabrice Hybert (Luçon, 12 de julio de 1961), también conocido con el seudónimo de Fabrice Hyber, es un artista visual francés. A los 56 años, fue elegido miembro de la Academia de Bellas Artes el 25 de abril de 2018.
Apegado a la naturaleza, la economía, el comercio y la ciencia, ha creado sistemas en torno a la producción artística con empresas, científicos y laboratorios de todo el mundo. Fabrice Hyber afirma tener un apego a las matemáticas, la ciencia, pero también a la filosofía de Gilles Deleuze.

## Biografía
Después de una infancia en Vendée, Fabrice Hyber estudió matemáticas y física. De 1979 a 1985 se formó en la Escuela de Bellas Artes de Nantes. En 1981, realiza su primer cuadro, El metro cuadrado de lápiz labial, y lo expone en 1984 en la Bienal Internacional de Dibujo de Saint-Étienne y en 1986 durante los Talleres Internacionales del País del Loira en la Abadía Real de Fontevraud. Ese mismo año presenta su primera exposición personal, Mutación, en la Maison de l'Avocat de Nantes.
Desde 1986 ha presentado exposiciones personales en Montreal, Limoges, Poitiers, Estrasburgo, Tokio, Nueva York, San Francisco, Zúrich, Brujas, Sète e incluso Guadalajara.
En 2000 se le confió un proyecto sobre el Arco de Triunfo. En 2001, Sidaction le encarga una obra monumental, L'Artère, dedicada a la memoria de las víctimas del sida y en homenaje a quienes se dedican a la lucha contra la epidemia, instalada en el Parc de la Villette y a la que se dedicó de 2002 a 2006. En 2004, Fabrice Hyber anunció: “Desde el 1 de mayo de 2004, decidí, en plena posesión de mis medios, es decir en plena salud, quitar la “t” de Hybert”. En 2007 en los Jardines de Luxemburgo, instaló Le Cri, l'Écrit, una comisión pública que conmemora la abolición de la esclavitud. Al mismo tiempo, continuó con un enfoque iniciado alrededor de 1990 mediante la siembra de árboles en el valle de Vendée de su infancia.
Desarrollando sus experimentos y trabajos artísticos, Fabrice Hyber instala un jardín de esculturas en Japón, otro Texas. También colabora con el estudio de arquitectura Jakob + MacFarlane para la malla de la sede de Euronews en Lyon (2015).
En 2018, Fabrice Hyber entregó la decoración pintada para el techo de vidrio del Hôtel Lutetia, también produjo, para Beaupassage rue de Grenelle, Les Deux Chênes a partir de la moldura doble de un árbol de trescientos años de su valle de Vendée.
Oficial de la Orden de las Artes y las Letras desde enero de 2012, Fabrice Hyber fue elegido miembro de la Academia de Bellas Artes en 2018 en el sillón de Chu Teh-Chun. Fue recibido bajo la Cúpula el 7 de julio de 2021 por Régis Campo.También en 2021, Fabrice Hyber se convierte en embajador del fondo “ONF-Agir pour la forêt” (Oficina Nacional de Bosques (Francia)).
El 7 de marzo de 2022, Fabrice Hyber fue nombrado Presidente del Consejo de Administración del Centro Nacional de Artes Plásticas (Francia) por orden de la ministra de Cultura.

## Trabajo

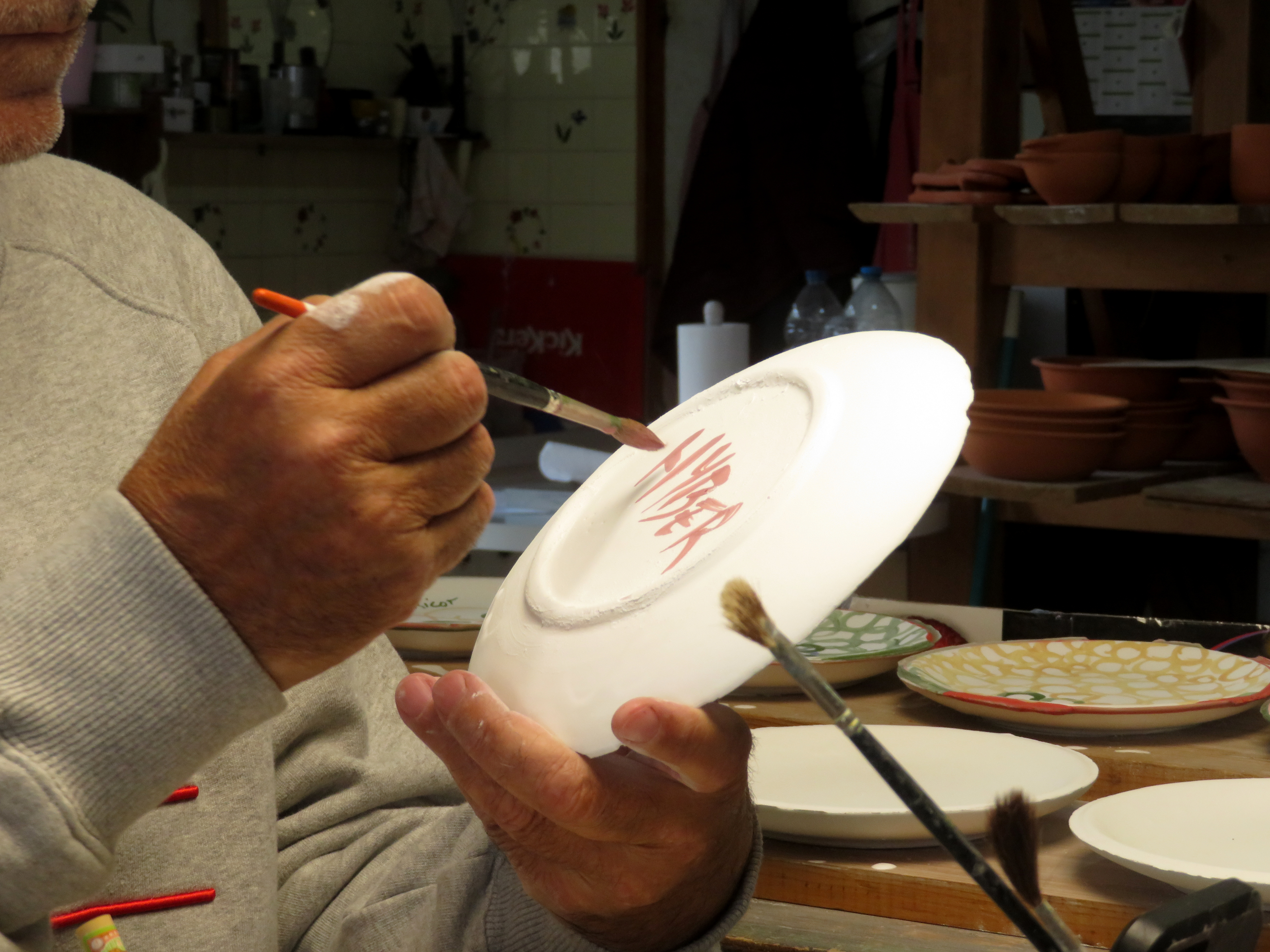
Fabrice Hyber firmando el reverso de un plato de cerámica Nesmy (Vendée)

Artista prolífico, Fabrice Hyber construye gradualmente una producción compuesta por pinturas, dibujos al carboncillo, collages, videos, etc.
“ Todo el trabajo de Fabrice Hybert , que apareció a mediados de los 80 , se basa en un principio de ecos, derivas, andamios. Cada obra se niega a ser autónoma, es solo una etapa intermedia y evolutiva de un trabajo en curso concebido en forma de un gigantesco rizoma cuyas articulaciones surgen cada vez del deseo de establecer vínculos representando la proliferación del pensamiento : una ars combinatoria. "
León de Oro en la Bienal de Venecia de 1997, creó una obra polifacética a partir de la práctica de la pintura. Artista en diálogo, ha colaborado con empresas, ha lanzado el programa Organoide en el Institut Pasteur y desde 2012 desarrolla la red de producción de "Les réalisateurs".

### Arte y ciencia
Sensible a la biología, la astronomía o incluso las matemáticas y la física, Fabrice Hyber transpone la cuestión científica en su obra, tanto por los temas tratados como exponiendo el proceso creativo, como tablas de investigación. Rhizomatic , las pinturas homeopáticas de Fabrice Hyber resaltan el cuerpo, el paisaje o el objeto, haciéndose eco del acto de creación que se explica de principio a fin. Así, los cálculos, los documentos de investigación, los bocetos o los estados de ánimo del artista son constitutivos de cada obra, son también su matriz visible.
Fabrice Hyber trabaja con el mundo científico. En 2007, por ejemplo, colaboró con el biotecnólogo estadounidense Robert S. Langer en el tema de las células madre o, regularmente, con el Institut Pasteur y el profesor Olivier Schwartz. A menudo presente en la obra de Fabrice Hyber, las nociones virales también son tratadas por el artista durante la crisis de Covid-19. En 2021, Fabrice Hyber está trabajando con Françoise Cossard del Institut Pasteur para ilustrar un libro científico dedicado a los microbios unicelulares. Titulado Le Monde invisible du vivant, este libro fue publicado el 28 de abril de 2021 por Odile Jacob editions.
La realidad de los problemas ambientales también se destaca en el trabajo de Fabrice Hyber. Sembrando árboles en su valle de Vendée, dedica parte de su trabajo a la investigación de ecosistemas en varias partes del mundo. El lugar de las energías renovables y los usos eléctricos está igualmente en el centro de su pensamiento. En 2022 y 2023, las exposiciones presentadas en la Fundación Cartier y en el Dominio de Chaumont-sur-Loire ilustran las cuestiones medioambientales que Fabrice Hyber cuestiona en su obra. En la Fundación Cartier, la transmisión también se desarrolla en un proceso de educación ambiental a través de la instalación de una escuela con un ciclo de cursos y conferencias dentro del sistema.

### Arte y negocios
Artista-emprendedor, Fabrice Hyber forjó alianzas con empresas desde el comienzo de su carrera. Cuando creó el metro cuadrado de lápiz labial en 1981, desarrolló un proyecto con el fabricante de cosméticos Liliane France. Desde entonces, ha incrementado las colaboraciones con grupos privados.

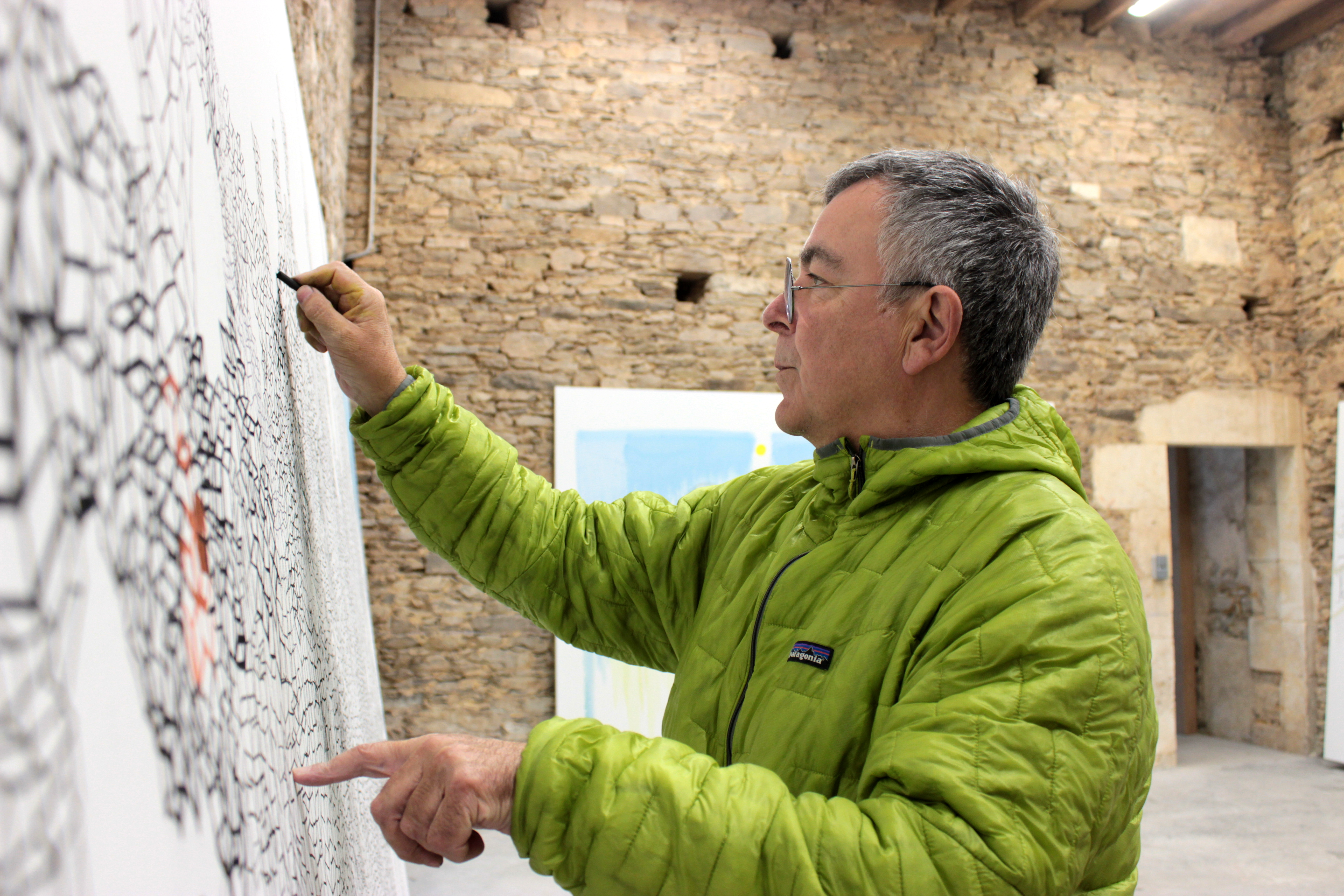
Fabrice Hyber dibujando en su taller en 2022

Emblemático de este trabajo, el jabón más grande del mundo fue creado en 1991. Con la Compagnie des Détergents et du Savon de Marseille, produjo un jabón moldeado de 22 toneladas aprobado por Guinness Records. Objeto artístico, performativo e industrial, el jabón más grande del mundo es también un acto comercial en la medida en que, en colaboración con el grupo Édouard Leclerc y LOcation-VEhicule France transport, viaja en aparcamientos de supermercados por toda Francia y luego en Bélgica, Alemania. y España. Abordado en el libro 1-1 = 2, el comercio es importante para Fabrice Hyber , en particular porque debe ser considerado como un medio de intercambio y no solo como un elemento estrictamente económico.
Deseando forjar alianzas con empresas privadas y mantener una forma de independencia en sus proyectos, su producción y su distribución, Fabrice Hyber fundó SARL UR : Responsabilidad ilimitada en 1994. Utilizado por Fabrice Hyber, el SARL UR también está abierto a otros creadores. Tan poco presente en los círculos artísticos de los 90, la cuestión empresarial es vista como objeto de encuentros y experimentos tanto como de producción. Asumiendo los códigos comerciales (promoción, comunicación, venta), en particular mediante la comercialización de los POF, uno de los objetivos de UR es la financiación de proyectos artísticos. So little present, at that time, in artistic circles, the entrepreneurial question is seen there as the object of encounters and experiments as much as of production. Taking up the trade codes (promotion, communication, sale), in particular by marketing POFs, one of UR's objectives is the funding of artistic projects.
En 1995, el Musée d'Art moderne de la Ville Paris acogió la exposición Hybertmarché en colaboración con la Universidad de Lünebourg. Involucrando a la empresa UR, para Fabrice Hyber el proyecto consiste en : hacer un inventario de los objetos presentes en su obra, ordenarlos o enviarlos, recibirlos y colocarlos en la estantería públicamente después de la inauguración de la exposición, modificándolos según lo que están en su mente, ponlos a la venta.
Entre otros proyectos en asociación con empresas, Fabrice Hyber está ayudando a desarrollar la ginebra Frisson d’Hyber en 2021 con la empresa Conquérant Spirits.

### Selección de proyectos

#### LosPOF
Nacidos en 1991, los POF (prototipos de objetos operante) se inspiran en la vida cotidiana. Híbridos, absurdos, subversivos y, sin embargo, muy cercanos a los objetos cotidianos, los POF parten de la realidad y la deslizan hacia el escenario donde la percepción lógica se ve socavada. Concebidos como invitaciones a la apropiación y al desvío de lo ordinario, los POF son comercializados inicialmente por UR y pueden ser fabricados por cada persona según una indicación dada por Fabrice Hyber. Al cuestionar su vida diaria o al fabricar, el espectador se convierte en actor de la obra. La escalera sin fin, el columpio o el globo cuadrado se encuentran entre los más emblemáticos de los 160 POF creados desde 1991.
En 2018, se creó la Maison des POF como parte del 1 % artístico para el nuevo edificio de la École des beaux-arts de Nantes. Lugar de experimentación, la Maison des POF es un gabinete en evolución que invita al público a manipularse, intentar y cuestionarse a sí mismo.

#### L'Homme de Bessines
Respondiendo a un orden público para la ciudad de Bessines (Deux-Sèvres), Fabrice Hyber se compromete a dispersar a seis hombres de bronce pintados de verde en el pueblo. A una altura de 87 cm, o la mitad del tamaño del artista, cada escultura está perforada por once orificios de los que brotan chorros de agua. En relación con la noción de mutación tratada por el artista en 1986, l'Homme de Bessines es también una obra viral en el sentido de que se pretende distribuir indefinidamente. Así, desde la primera instalación en Bessines en 1991, la escultura se ha distribuido en varios cientos de copias, de diferentes tamaños y apariencias, por todo el planeta (Lisboa, Shanghai, Tokio, Londres, Cavaillon...). En 2022, el trigésimo aniversario del Homme de Bessines es la ocasión para una instalación en los jardines del Palais Royal de París.

#### Eau d’or, eau dort, OdorySpiral TV
Invitado a hacerse cargo del pabellón francés en la 47.ª Bienal de Venecia en 1997, Fabrice Hyber transforma el espacio en un lugar de creación en permanente cambio y no en un lugar de presentación de obras de arte. Denominado Eau d'or, eau dort, Odor, el evento transforma el pabellón francés en un estudio de filmación experimental con la participación de diversas personalidades (Albert Jacquard, Jean Rouch, Uri Tzaig, made in Eric …) y el público. En directo o en diferido, los programas copian y transgresan los códigos televisivos, poniendo la cuestión del cuerpo en el centro del proyecto. Para Fabrice Hyber, el proceso de creación es más importante que el producto final. Notado, el proyecto vale para el artista para ser recompensado con un León de Oro.
En 1999, fue en el Wacoal Art Center de Tokio donde Fabrice Hyber desarrolló una propuesta según el dispositivo veneciano. A través de Spiral TV, el artista produce y transmite en vivo (por cable e internet) doce horas de programas diarios bajo el nombre " It's Tomorrow Now ", es mañana ahora, durante cinco días.

#### Inconnu.net
De septiembre a noviembre de 2000, Fabrice Hyber se apropia el Arco de Triunfo de l'Étoile y sus alrededores como parte de un evento nacional que confía siete monumentos nacionales a siete artistas. Con el deseo de crear un entorno verde alrededor del monumento, Fabrice Hyber despliega un cinturón de cien abedules en oposición al carácter mineral del lugar. La iluminación verde cambiante se proyecta en el Arco de Triunfo, mientras que la Salle des Palmes se dedica a ver el sitio web inconnu.net.
Desarrollando la pregunta nacida de la tumba conmemorativa de la Primera Guerra Mundial, Fabrice Hyber transforma el monumento parisino en una puerta abierta a lo desconocido, tanto a través del dispositivo externo como a través del portal de Internet que invita a los visitantes a hacer preguntas, incluidas las respuestas que se brindan. otras preguntas que emanan de las contribuciones de artistas, escritores, científicos, etc.

#### La Arteria
“ Un ' monumento a las víctimas ' no era exacto, este tipo de escultura de un academicismo mortífero no reflejaba la vitalidad de la lucha diaria. Imaginé otra cosa : un anti-monumento, una obra por derecho propio que ofrece decenas de imágenes para continuar y unir las luchas en uno de los lugares públicos más visitados de París. Con la esperanza de que los dibujos de este jardín-solar desaparezcan por el uso excesivo : sueño que L'Artère agote el virus. "
En 2001, con motivo del 20 aniversario de la aparición del sida, la asociación Sidaction lanzó una convocatoria de proyectos para la creación de un monumento conmemorativo. Separado de la estética de la conmemoración, el proyecto de Fabrice Hyber da testimonio de los aspectos sociales, emocionales o médicos vinculados al virus. Sobre 1001 m², el conjunto está compuesto por cerámicas diseñadas por el artista y producidas en Monterrey, México. Producida de 2002 a 2006, la obra instalada en el Parc de la Villette es similar, por su aspecto rizomático, a un vasto storyboard.

#### El grito, lo escrito
“ El grito es la marca de la abolición de la esclavitud pero también la advertencia contra la esclavitud moderna. El grito es de miedo, de lágrimas pero también de alegría. El grito es una metáfora de esta esclavitud que ha sido abolida por los textos. El grito es un dibujo en el espacio ; para el jardín frente al Senado, ¡se necesitaba un escrito ! La abolición de la esclavitud es el anillo de la cadena abierta, el anillo cerrado significa que todo puede comenzar de nuevo, y la base es el regreso a las raíces, pero también es la Tierra que es una bola... "
Anunciada en 2006 por el presidente Chirac, la comisión para una obra pública dedicada a la abolición de la esclavitud fue confiada a Fabrice Hyber. Inaugurada en 2007, la escultura de bronce policromada de 3,7 m de altura representa tres anillos de una cadena sostenida verticalmente por cuñas de oro que representan las instituciones francesas y la fragilidad de una situación que puede volcarse. Oscuro, uno de los lados de la escultura presenta las palabras " En otro lugar ", " Diezmado ", " Exterminio ", " Deportado ", " Muerte ", " Inhumano ", " Esclavo ". El otro lado revela un sistema sanguíneo evocando a los vivos.

#### C’Hyber (t) Rallye
Ansioso por ver surgir el arte de los museos y centros dedicados, Fabrice Hyber desarrolló su primer C’Hyber (t) Rallye en Tokio en 2001, ese mismo año también expuso en Watari Hum. Desarrollado desde Vassivière, París, Reunión, Toulon, etc., el dispositivo invita a los espectadores a participar en una gran búsqueda del tesoro destinada a encontrar POF escondidos en espacios cotidianos.
Adaptados a su territorio de actuación, los C’Hyber (t) Rallies también tienen el objetivo de revelar paisajes o construcciones humanas. La búsqueda de una obra de arte fuera de su ubicación tradicional sirve como un medio entre el lugar y la gente que está dentro.

## Colecciones

### Colecciones públicas (selección)
- Moca, Los-Angeles[36]
- Museo de Arte Moderno de París
- Centro Pompidou[37]
- MUDAM Museo de Arte Moderno Gran Duque Juan, Luxembourg[38]
- Museo de Arte Contemporáneo de Amberes[39]
- Museo de Arte Contemporáneo de Gante
- Museo het Domein, Sittard
- Museo de Arte Contemporáneo del siglo XXI, Kanazawa
- Museo de Arte Contemporáneo de Herzliya, Israël[40]
- Museo de Bellas Artes de Nantes
- Museo de Les Sables-d'Olonne
- Fondo Regional de Arte Contemporáneo de Pays de la Loire[41]
- CAPC museo de arte contemporáneo de Burdeos[42]
- Museo de Arte Contemporáneo de Lyon
- Museo de arte contemporáneo del Valle del Marne

### Colecciones privadas (selección)
- Fundación Carmignac
- Fundación Guastalla
- Fundación Francès
- Fundación Maeght
- Fundación Bredin Prat
- Dolorès y Claude Bonan
- Michel Poitevin
- François Meyer
- Masathis
- Guy Savoy
- Maya y Fared Hariri
- Emmanuelle y Jérôme de Noirmont
- Mona Hamilton

## Exposiciones

### Exposiciones personales (selección)[43]
1986
- Mutation, Maison de l’avocat, Nantes, Francia

1987
- Pollution, galería Arlogos, Nantes, Francia
- Fabrice Hybert, Ayuntamiento de Ussel, Ussel, Francia
- DRAC Limousin, Limoges, Francia

1988
- Galería Riverin-Arlogos, Montréal, Canadá

1989
- Change, D.R.A.C., Poitiers, Francia
- Refaire le monde, Teatro Municipal de Caen, Caen, Francia
- Fabrice Hybert, galería Arlogos, Nantes, Francia

1990
- Fabrice Hybert, galería Fromant-Putman, Paris, Francia
- CREDAC, Ivry-sur-Seine, Francia

1991
- Fabrice Hybert, galería Interface, Nîmes, Francia
- Galería Arlogos, Nantes, Francia
- Vis à vis, le miroir des galeries, Antiguos establecimientos sagrados, Lieja, Bélgica

1992
- Les Deux Étages, Centro de Arte el Creux de l’enfer, Thiers, Francia
- Larve d'entreprise, galería Arlogos, Nantes, Francia
- Conversation, Centro de arte contemporáneo de la Criée, Rennes, Francia
- Centro Artsonje, Séoul, Corea del Sur
- Museo Robert Walser, Gais, Suiza

1993
- Fabrice Hybert : œuvres de 1981 à 1993, Museo de arte contemporáneo C.A.P.C., Bordeaux, Francia
- Programme d'entreprise indéterminée, Museo de Bellas Artes de Nantes, Francia

1994
- Fabrice Hybert, Kunstalle Lophem, Brujas, Bélgica
- Galería ZenoX, Amberes, Bélgica
- Centro de arte contemporáneo, Moscú, Rusia
- 500×10{{{1}}} anniversaire de Rabelais, Le Confort moderne, Poitiers, Francia

1995
- L'Hybertmarché (1-1=2), ARC Museo de arte Moderno de la Ville de Paris, Francia
- Plus lourd à l'intérieur, Museo de San Etienne, Francia
- Plus lourd à l'intérieur, Museo de Estrasburgo, Francia
- Galería Fromant-Putman, París, Francia

1996
- Testoo, Kunstraum Luneburg, Alemania
- Testoo, Galería Jack Tilton, Nueva York, Estados Unidos
- EIGEN+ART, Leipzig, Alemania
- Kunsthalle Lophem, Brujas
- Testoo, Vleeshal, Middelburg, Países Bajos
- Station u 841 - Berlín, Alemania

1997
- 25-52, Galería Erna Hecey, Luxemburgo
- Eau d’or, eau dort, ODOR, pabellón francés, 47.ª Bienal de Arte de Venecia, Italia
- Muster Testoo, Leipzig, Alemania
- Et POF, Escuela de Bellas Artes, Nantes, Francia
- EIGEN+ART, Berlín, Alemania
- Deep Narcissus, Haus, Amberes, Bélgica
- Discipline, Galería Peter Kilchmann, Zúrich, Suiza

1998
- Diététique, Le Confort moderne, Poitiers, Francia
- Citoxe, Fundación De Appel, Ámsterdam, Países Bajos
- Fabrice Hybert, Kunsthalle Saint Gall, Suiza
- Jack Tilton Gallery, New York, Estados Unidos
- Certificat, universidad de Kanazawa, Japón

1999
- Spiral TV, it’s tomorrow now, Tokio, Japón
- At your own risk, Instituto CCAC, San Francisco, Estados Unidos
- Museo de Bergen, Bergen, [Noruega]
- Galería Erna Hécey, Feria de arte de Basel, Suiza
- IPM, Feria de arte de Basilea, Suiza
- Mind map, Galería Eigen+Art, Berlín, Alemania
- Galería Peter Kilchmann, Zúrich, Suiza
- POF shop", Tokio, Japón

2000
- Parpadeantes eyes, Museo de las Artes, Guadalajara, México
- Inconnu.net, Arc de Triomphe, París, Francia
- Inconnu.net, Galería Ace, Los Ángeles, Estados Unidos
- Listaasafn Reykjavik, Reykjavik, Islandia
- At your own risk, Pori Taidemuseoon, Pori, Finlandia
- At your own risk, Götenborg Kunstmuseum, Göteborg, Suecia
- Les Loisirs de Fabrice Hybert, Notre-Dame des Fleurs, Vence, Francia
- Kunsthalle Lophem, Brujas, Bélgica

2001
- Watari-um, Tokio, Japón
- Ace Gallery, México, México
- Push Corner, Kunsthalle Lophem, Brujas, Bélgica
- C'Hybert, Centro de arte contemporáneo de Vassivière en Limousin, Francia
- c'hybert rallye, Tokio, Japón
- c'hybert rallye, Vassivière, Francia

2002
- Juste après la plage, Galería del Dourven, Trédez-Locquémeau, Francia
- POF Cabaret, Kunsthalle Lophem, Brujas, Bélgica
- Voix d'eaux, Châteauneuf-en-Auxois, Francia
- Fabrice Hybert, Jack Tilton Gallery, Nueva York, Estados Unidos
- Fabrice Hybert, Évreux, Francia
- c'hybert rallye, París, Francia
- Fabrice Hybert, The Box Associati, Turin, Italia

2003
- Entrejambe – Espace privé/Espace public, Espacio Gustave Fayet, Sérignan, Francia
- Les Hommes cellulaires, Conde castillo, Carcassonne, Francia
- Pof, Pof, Pof, Kunstraum leuphana universitat Lüneburg, Alemania
- L’Artère, primera parte, Marco, Monterrey, México
- L’Artère, Alianza Franceza, Monterrey, México

2004
- Heimspiel, Fráncfort, Alemania

2005
- Météo Villa Arson, Nice, Francia
- L’Atelier d’hiver d’Hyber, Champagne Pommery, Reims, Francia
- Nord-Sud, FRAC, Nantes, Francia
- Fée maison, La Briqueterie, Ciry-le-Noble, Le Creusot, Francia

2006
- Les Éclats, Museo de Herzliya, Tel Aviv, Israel
- Pétrole, Galería Jérôme de Noirmont, París, Francia
- Voix d’eaux et +, Casa de arte Bernard Anthonioz, Nogent-sur-Marne, Francia

2007
- Matière à penser / Food for thought, Le Laboratoire, París, Francia
- C’Hyber Rallye de la Réunion, isla de la Reunión, Francia

2008
- Du pur Hyber, Galería Jérôme de Noirmont, París, Francia
- Power plants, la puissance des plantes, Espacio F-A Ducros, Grignan, Francia
- Seed and Grow Je s'aime. Watari-Um, Tokio, Japón

2009
- Seed and Grow, jardín de esculturas de Vangi, Tokio, Japón

2010

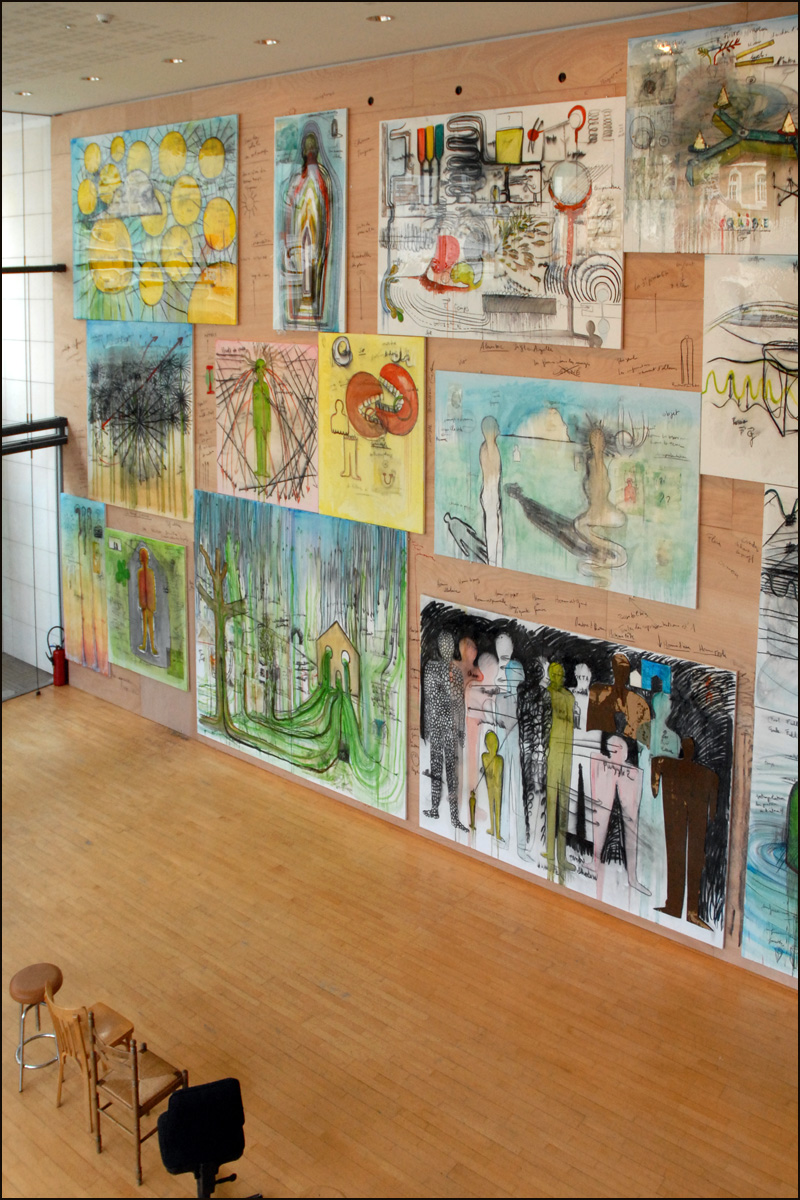
Pasteur' Spirit en el Instituto Pastor

- Pasteur' Spirit en el Instituto PastorImmortalité Moscú , Nijni Novgorod, Krasnoyarsk, Rusia[44]
- Pasteur' Spirit Instituto Pastor, París, Francia[45]

2011
- Inventions, Galería Jérôme de Noirmont, París, Francia[46]

2012
- Matières premières Palais de Tokyo, París, Francia[47]
- POF, Prototype d'objets en fonctionnent, MAC VAL, Vitry-sur-Seine, Francia
- Essentiel, peintures homéopathiques Fundación Maeght, Saint-Paul-de-Vence, Francia

2013
- Raw materials, centro de arte contemporáneo Baltic, Newcastle, Inglaterra (Reino Unido) Angleterre[48]
- Essentiel peintures homéopathiques, Fundación Maeght, Saint-Paul-de-Vence, Francia

2014
- Interdit aux enfants, Galería Nathalie Obadia, París, Francia[49]
- Homeopathic paintings, Galería der Stadt Tuttlingen, Tuttlingen, Alemania

2015
- Mutations acquises, Galería Nathalie Obadia, Bruxelles, Bélgica
- Forme des mots, M HKA, Amberes, Bélgica[50]
- 271 643 795 m2, CRAC Languedoc Roussillon, Sète, Francia[51]

2016
- L'Homme Éponge, MUP IDF, Bondy/Cachan/Boulogne-Billancourt, Francia
- « L’entier » par Fabrice Hyber, Cyrille Putman y Galería quatre, Arlés, Francia[52]

2017
- hyberDUBUFFET, Jean Dubuffet et Fabrice Hyber, Galería Nathalie Obadia, París
- OVNI, Escuela de Bellas Artes, Nantes

2019
- Résidence Yishu 8, Beijing, China
- Prototypes, Appartement 22, Rabat, Marocco
- “Coool” #greenbear, Osaka railway station, Osaka, Japan
- Homme(s) de Bessines Géants, Marfa, Estados Unidos

2020
- Habiter la forêt, Galería Nathalie Obadia, París, Francia[53]
- Fabrice Hyber, Galería Telmah, Rouen, Francia

2021
- Frisson d'Hyber, Gilles Drouault, Galería multiples, París, Francia,[54]
- Fresh Air,Galería RX, New-York, Estados Unidos[55]
- L'Artère 2021, La Villette, París, Francia[56]

2022
- Limited Edition hyberFournet, tienda Camille Fournet, París, Francia[57]
- L'Homme de Bessines, Palais Royal, París, Francia[58]
- POF, Lasécu, Lille, Francia[59]
- La Vallée, Fundación Cartier, París, Francia

2023
- Sous la forêt, des vies, Dominio de Chaumont-sur-Loire, Francia

### Exposiciones colectivas (selección)
1986
- Ateliers internationaux des Pays de la Loire 1986, Abadía real de Fontevraud, Fontevraud, Francia

1987
- 1st international Istanbul Contemporary Art Exhibitions, Ankara, Estambul, Turquía

1990
- Espaces internationaux, CREDAC, Ivry-sur-Seine, Francia
- Des ateliers, une collection du FRAC des Pays de la Loire, FRAC Auvernia, Clermont-Ferrand, Francia
- Baquié-Faure-Hybert, Galería Arlogos, Nantes, Francia
- Ateliers de la Fundación Cartier, Fundación Cartier, París, Francia

1991
- Les Couleurs de l'argent, Museo de la Poste, París, Francia
- Collection du CAPC Musée : Absalon, Richard Fauguet, Fabrice Hybert, Didier Marcel, CAPC-Museo de arte contemporáneo, Bordeaux, Francia

1992
- Périls et Colères, CAPC-Museo de arte contemporáneo, Bordeaux, Francia
- Il faut construire l'hacienda, C.C.C, Tours, Francia
- Francia troisième génération Exposition internationale, Sevilla, España

1993
- Nouveaux Augures, FRAC Languedoc-Roussillon, Montpellier, Francia
- L'Image dans le tapis, Arsenale, Venecia, Italia
- L'Autre à Montevideo, Museo Nacional de Artes Visuales, Montevideo, Uruguay
- Eros, c'est la vie, Le Confort moderne, Poitiers, Francia
- Chambre 763, Hotel Carlton, París, Francia

1994
- This is the show and the show is many things, Museo van Hedendaagse kunst, Gante, Bélgica
- Hors-limites, Centro Georges Pompidou, París, Francia
- Cloaca maxima, Museo der Stadtenwässerung, Zúrich, Suiza

1995
- Take me I'm yours, Galería Serpentine, Londres, Inglaterra
- Shift, De Appel, Ámsterdam, Países Bajos
- Maisons-cerveaux, FRAC Champagne Ardenne, Reims, Francia
- Le Dépeupleur, Galería Fromant Putman, París, Francia
- Laboratoires, Damien Hirst, Fabrice Hybert, Kiki Smith, Patrick Van Caeckenberg, pour une expérience du corps, Galería Art et Essai (universidad Rennes 2), Rennes, Francia
- Féminin Masculin le sexe de l'art, Centro Georges-Pompidou, París, Francia
- Biennale de Kwangju, Kwangju, Corea del Sur

1996
- We (Fabrice Hybert et Uri Tzaig), Museo d'Israel, Jerusalén, Israel
- Collection : Absalon, Hyber, Mouillé, CAPC-Museo de arte contemporáneo, Bordeaux, Francia
- Cabines de bain, piscina de la Motta, Fribourg, Suiza

1997
- Kunst in der stadt, Kunstverein, Bregenz, Austria
- Fenêtre sur cour, Galería Almine Rech, París, Francia
- Do it, Nueva York, Estados Unidos
- Connexions implicites, Escuela Superior Nacional de Bellas Artes, París, Francia
- Biennale de Kwangju, Kwangju, Corea del Sur
- 47ª bienal de Venecia; Eau d'or, eau dort, ODOR Venise - Pavillon de la Francia, Italia

1998
- Tu parles/J'écoute, Museo de Bellas Artes, Taipéi, Taïwan
- To the living room, Museo Watari-um, Tokio, Japón
- Premises, Guggenheim, Nueva York, Estados Unidos
- Métissages, Museo del Luxembourg, París, Francia
- Jef Geys-Fabrice Hybert, Z33, Hasselt, Bélgica
- Indoor, Centro cívico La Grancia, Serre de Rapolano, Italia
- H2O, Galería Erna Hécey, Luxembourgo
- Cet et été là... Exposition des variétés, CRAC, Sète, Francia

1999
- Spiral TV it's tomorow now (festival art life), Spiral, Tokio, Japón
- Picnic, Museo de las artes, Guadalajara, México
- Passage, new french art, Hiroshima - MOCA / Sapporo - Hokkaido museo de arte moderno / museo Tokio - Setagaya, Japón
- Made in Francia, centro Artsonje, Séoul, Corea del Sur
- Indoor, Museo de Bellas Artes, Lyon, Francia

2000
- Voilà le monde dans la tête, Museo de arte Moderno, París, Francia
- Passage, new french art, Museo de la ciudad, Nagoya, Japón
- Narcisse blessé, autoportraits contemporains, Paso de Retz, París, Francia
- La Ville, le Jardin, la Mémoire, Villa Médicis, Roma, Italia
- Air air, celebrating inflatables, Forum Grimaldi, Mónaco

2001
- Somewhere over the rainbow, Fundo régional de arte contemporáneo de Normandie, Sotteville-lès-Rouen, Francia
- Simulacres et Détournements dans les années 1980 et 90, CAPC-Museo de arte contemporáneo, Bordeaux, Francia
- Le Ludique, Museo de Quebec, Quebec, Canadá

2002
- Objets de réflexion, FRAC Ile-de-Francia / Le plateau, París, Francia

2003
- Trésors publics 20 ans de création dans les Fonds régionaux de arte contemporáneo. L'État des choses. L'Objet dans l'art de 1960 à aujourd'hui, Museo de Bellas Artes, Nantes, Francia
- Sexe, sexe, etc., Galería Beaubourg, Castillo Notre-dame-des-Fleurs, Francia
- Pour l'amour de Vénus, Donjon de Vez, Francia
- Les 20 ans des FRAC, Museo de Bellas Artes, Nantes, Francia
- Le Ludique, Museo de arte Moderno, Villeneuve-d'Ascq, Francia

2004
- Mix Max, Centro Artsonje, Séoul, Corea del Sur
- L'Art à la plage, Ramatuelle, Francia
- Frantisek Kupka, Museo Fabre, Montpellier, Francia
- F2004@Shanghai, Año de la Francia en China, La Fabrique, Shanghái[60]

2005
- Supernova, Dominio Pommery, Reims, Francia
- Météo, Villa Arson, Nice, Francia
- Dionysiac, Centro Georges Pompidou, París, Francia
- 3rd world ceramix biennale, Incheon, Corea del Sur

2006
- We Humans are Free : from the collection of SMAK, Museo de arte contemporáneo del siglo XXI, Kanazawa, Japón
- Une proposition de Mathieu Mercier, FRAC Basse-Normandie, Caen, Francia
- Peinture Malerei, Martin-Gropius-Bau, Berlín, Alemania
- L'Art à la plage, Ramatuelle, Francia
- La Force de l'art, Grand Palais, París, Francia

2007
- Suite française, Instituto francés, Viena, Austria
- Rouge Baiser, Hangar à bananes, Nantes, Francia
- Le Museo côté jardin, Museo de Arte e Historia, Saint-Brieuc, Francia
- Estuaire, Canal San Felix, Francia
- Airs de Paris, Centro Georges Pompidou, París, Francia

2008
- Sens dessus dessous, CRAC Languedoc-Roussillon, Sète, Francia
- Mobile Art Chanel, Nueva York ; Tokio ; Hong Kong

2009
- Métissages, Museo Baron-Gérard, Bayeux, Francia
- La Force de l'art, Grand Palais, París, Francia
- Collection Florence et Daniel Guerlain, Fundación Guerlain, Les Mesnuls, Francia

2010
- Nos meilleurs souvenirs, Dominio Pommery, Reims , Francia
- Métissages, Hotel Hèbre de Saint-Clément, Rochefort, Francia
- L'Expérience du monde, Centro de arte contemporáneo, Moscú , Rusia
- Le Sourire du chat (opus 1), Hangar à bananes, Nantes, Francia
- Le Mont analogue, Centro cultural metropolitano, Quito, Équateur
- Circuit céramique à Sèvres. La Scène française contemporaine, Manufactura de Sèvres, Sèvres, Francia
- Biennale de Lodz, Lodz, Pologne

2011
- Paris, Delhi, Bombay, Centro Georges Pompidou, París, Francia
- Inquiétantes Étrangetés, Museo de Bellas Artes, Nantes, Francia
- Dessins exquis, Slick, París, Francia
- Already-made, Galería Jérôme de Noirmont, París, Francia

2012
- To be with art is all we ask, Astrup Fearnley Museet, Oslo, Noruega
- Retour à l'intime la collection Giuliana et Tommaso Setari, La Maison rouge, París, Francia
- L'Âne musicien (Déchire tout et recommence), FRAC Languedoc-Roussillon, Montpellier, Francia
- Estuaire, Canal San Felix, Francia
- Camere 17, Roma, Italia
- Abu Dhabi Art's Arts, Talks and sensations, Abu Dhabi, Emiratos Árabes Unidos

2013
- Poétique d'objets, Lugar de arte y acción contemporánea, Dunkerque, Francia
- La Tyrannie des objets Galerías Lafayette, Galería de las Galerías, París, Francia
- La Donation Florence et Daniel Guerlain, Centro Georges Pompidou, París, Francia
- Entre-temps... Brusquement et ensuite (bienal de Lyon), Lyon, Francia
- De Chaissac à Hyber, Historial de la Vendée, Les Lucs-sur-Boulogne, Francia

2014
- Procession, CAPC-Museo de arte contemporáneo, Bordeaux, Francia
- L'Image dans l'onde, Fundación François-Schneider, Wattwiller, Francia
- Le Mur. La collection Antoine de Galbert, La Maison rouge, París, Francia
- DonauGalería ein skulpturenprojekt der stadt Tuttlingen, Tuttlingen, Alemania
- Brave new world, Museo Metropolitano, Manila, Filipinas
- Biennale de Busan 2014 : Habiter le monde, Busan, Corea del Sur

2015
- Take me I'm yours, La Monnaie, París, Francia
- Cosa mentale, Centro Georges-Pompidou, Metz, Francia
- CONTOUR 7 biennale voor bewegend beeld a moving image biennale in Mechelen, Mechelen, Bélgica

2016
- PAD Paris Art Design, Francia - París - Jardín de las Tullerías

2019
- Coup de foudre, avec Nathalie Talec, espacio Fundación EDF, París[61]
- Nous les arbres, Fundación Cartier[62]

2020
- Les Extatiques, París la Défense, Francia
- Notre monde brûle, Palais de Tokyo, París, Francia
- Habiter la forêt, Galería Nathalie Obadia, París, Francia[63]

2021
- Napoléon ? Encore !, Museo del ejército, París, Francia[64]
- Trees, Power Station of Art, Shanghái, China[65]

2022
- Vous êtes un arbre, Les Franciscaines, Deauville, Francia[66]